# GrapheneOS
GrapheneOS是一款开源Android操作系统，可在部分Google Pixel智能手机、平板電腦和可摺疊式智能手機上运行，而且GrapheneOS只与Google Pixel设备兼容。
GrapheneOS的主力软件开发人员Daniel Micay起初从事CopperheadOS的开发，後來與Copperhead Limited的联合创始人因软件许可问题发生爭執，2018年Micay 被公司解雇。 之後Micay继续開發Android Hardening 项目  ，该项目後來更名为 GrapheneOS  ，并于2019年4月发布。 